# Ford Model T

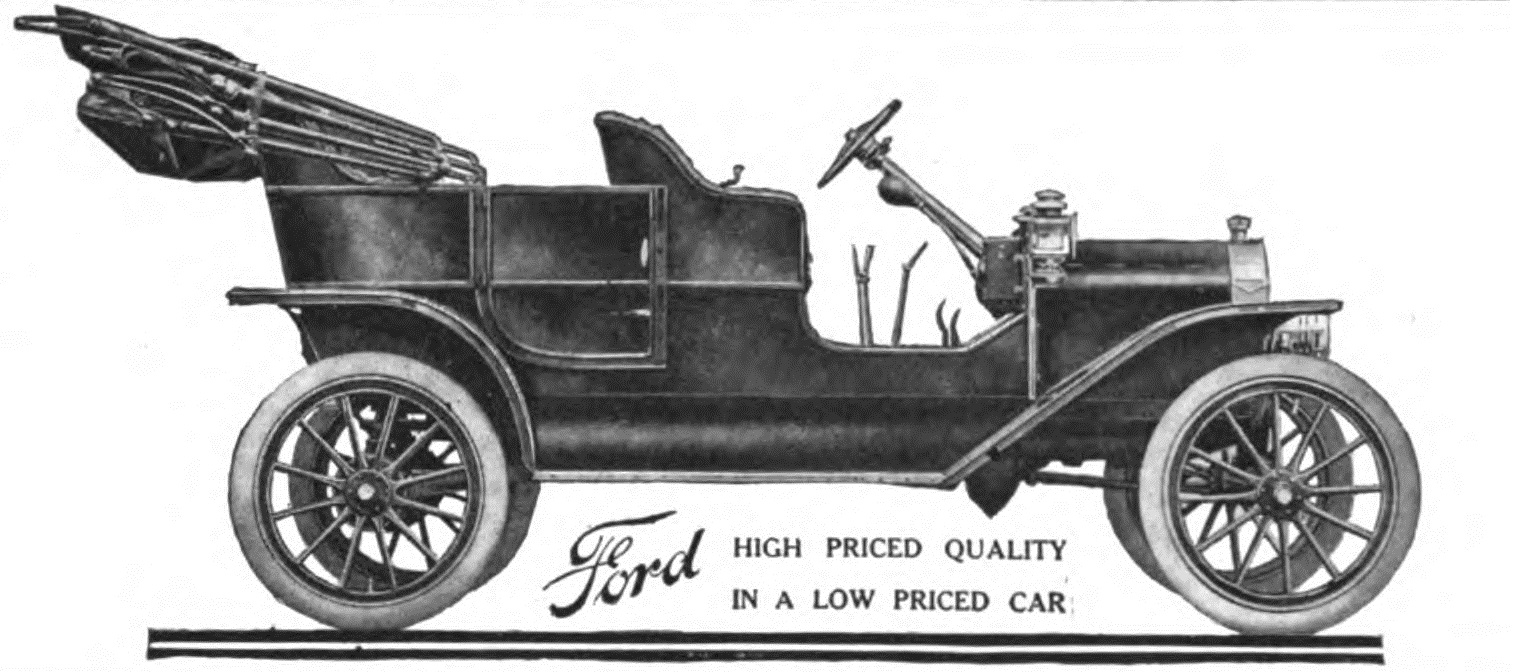
Ранняя модель Ford Model T

Ford Model T (МФА: /fɔ:(r)d mɒdl ti:/), также известный, как «Жестяная Лиззи» (англ. Tin Lizzie) — автомобиль, выпускавшийся Ford Motor Company с 1908 по 1927 годы. Был первым в мире автомобилем, выпускавшимся миллионными сериями. Генри Форд, по мнению многих, «посадил Америку на колёса», сделав новый легковой автомобиль сравнительно доступным для американца среднего класса. Это стало возможным благодаря таким нововведениям, как применение конвейера вместо индивидуальной ручной сборки и разумного, не в ущерб качеству, упрощения конструкции автомобиля, что позволило снизить себестоимость. Первый экземпляр Model T построен 27 сентября 1908 года на заводе Пикетт в Детройте, штат Мичиган.
Вопреки сложившемуся мнению, конструкция Model T, будучи великолепно адаптированной для технологий массового производства своего времени, при этом не была ни упрощённой, ни как-либо ухудшенной по сравнению с другими автомобилями тех лет — её особенности, сегодня кажущиеся «упрощенческими», вроде термосифонной системы охлаждения без водяного насоса или смазки всех узлов двигателя разбрызгиванием, в те годы были в ходу и на куда более дорогих марках, и даже считались прогрессивными, поскольку развитие автомобильной техники в 1910-х — 1920-х годах во многом шло по пути устранения ненужного, избыточного усложнения конструкции, характерного для предыдущей эпохи.
По своим техническим характеристикам, комфорту и оборудованию Ford T также не уступал большинству автомобилей своего времени, превосходил многие из них по надёжности и долговечности, а по габаритным размерам и объёму двигателя соответствовал современным моделям среднего класса, и, в отличие от последовавших за ним массовых европейских малолитражек, создавался в качестве полноценного семейного транспортного средства для страны с большими расстояниями и плохими дорогами, приспособленного для дальних поездок и обладающего соответствующими простором, комфортом и запасом прочности. Именно такому набору технических, эксплуатационных и потребительских качеств, а не только низкой стоимости и агрессивному маркетингу, Model T был обязан своим глобальным успехом.
Автомобиль был снабжён четырёхцилиндровым двигателем рабочим объёмом 2,9 л (2893 см³) и двухступенчатой коробкой передач планетарного типа. В конструкции автомобиля были применены такие конструктивные и технологические нововведения, как цельнолитой блок-картер, отдельная головка блока цилиндров и педальное переключение планетарной коробки передач.
Когда появилась Model T, большинство автомобилей в США в 1908−10 годах стоило от 1100 до 1700 долларов. Начальная цена на фордовский «Т» составляла 825−850 долларов — почти на треть меньше, чем у самого дешевого автомобиля других фирм — при среднем годовом доходе в США на 1910 год в 574 $, или около 48 $ в месяц. В 1916−17 годах было продано уже 785 432 машины, причём цена постоянно снижалась и к этому времени достигла 350 долларов.
Модель «Ти» была ещё и первым «всемирным» автомобилем, то есть выпускавшимся во многих странах мира. В частности, филиалы «Форда» имелись в Германии, Великобритании, Франции, Австралии.
Всего было выпущено чуть более 15 миллионов автомобилей «Форд» модели «Т».

## Конструкция

### Органы управления

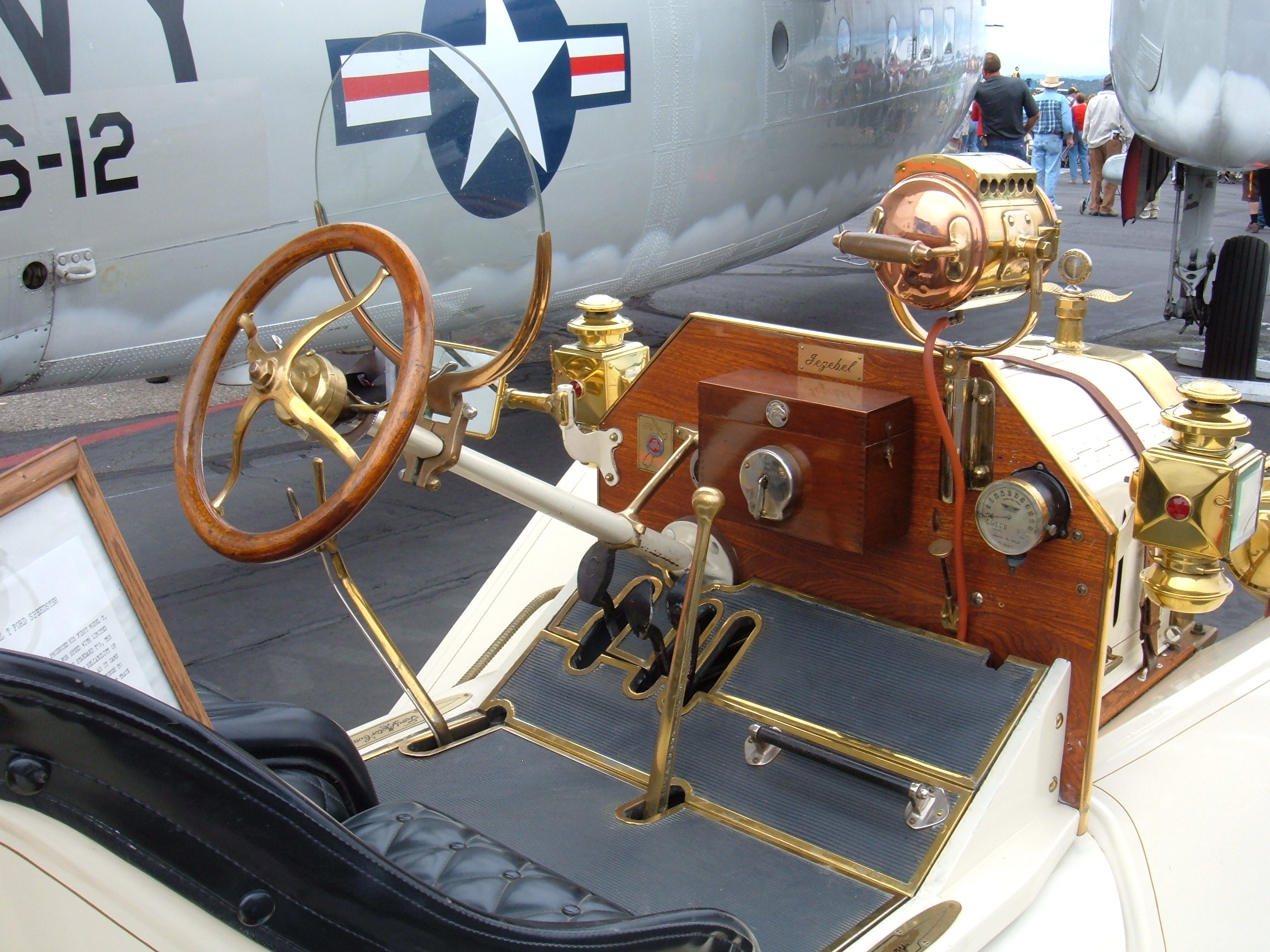
Рабочее место водителя Ford T

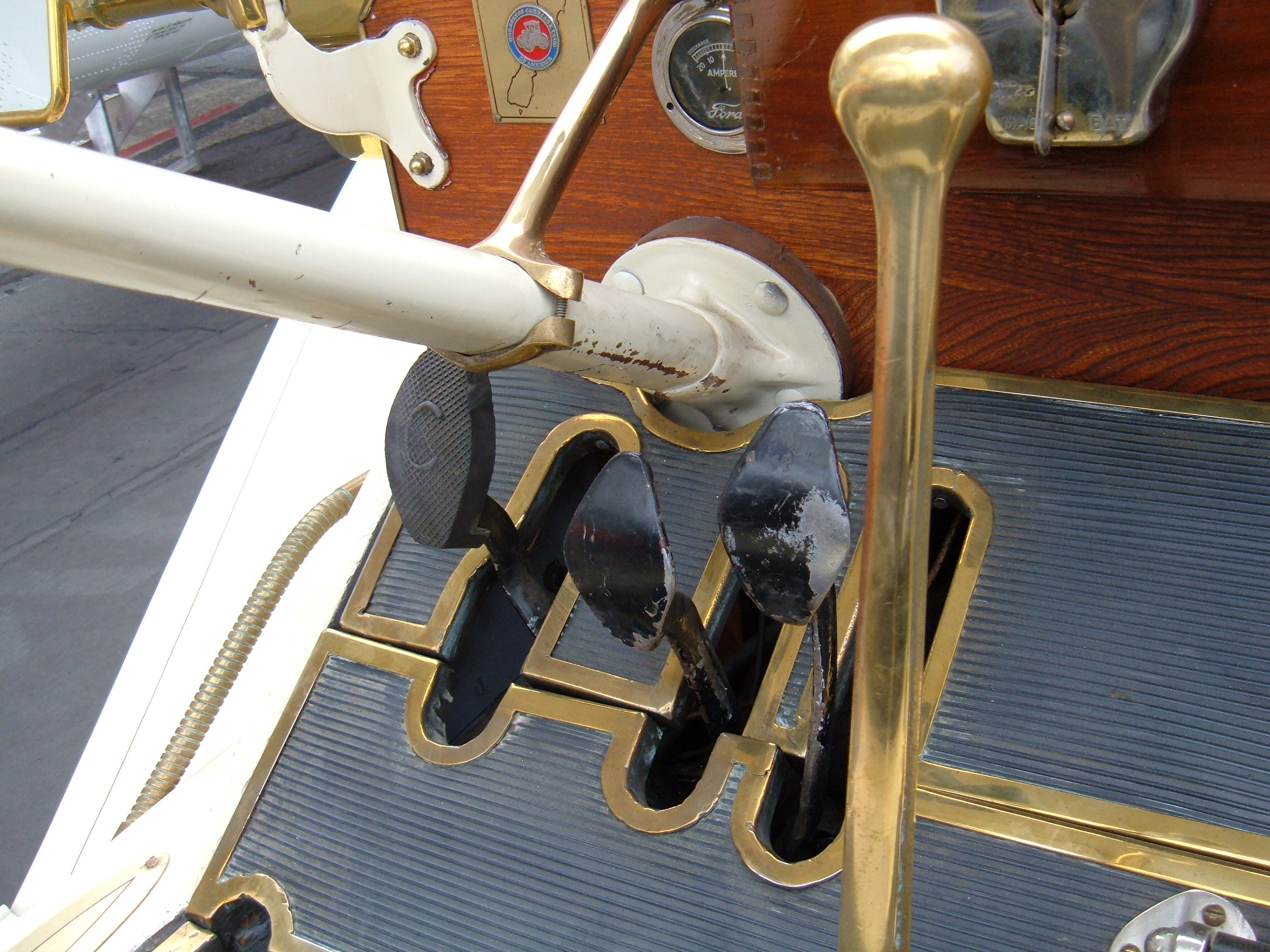
Педали

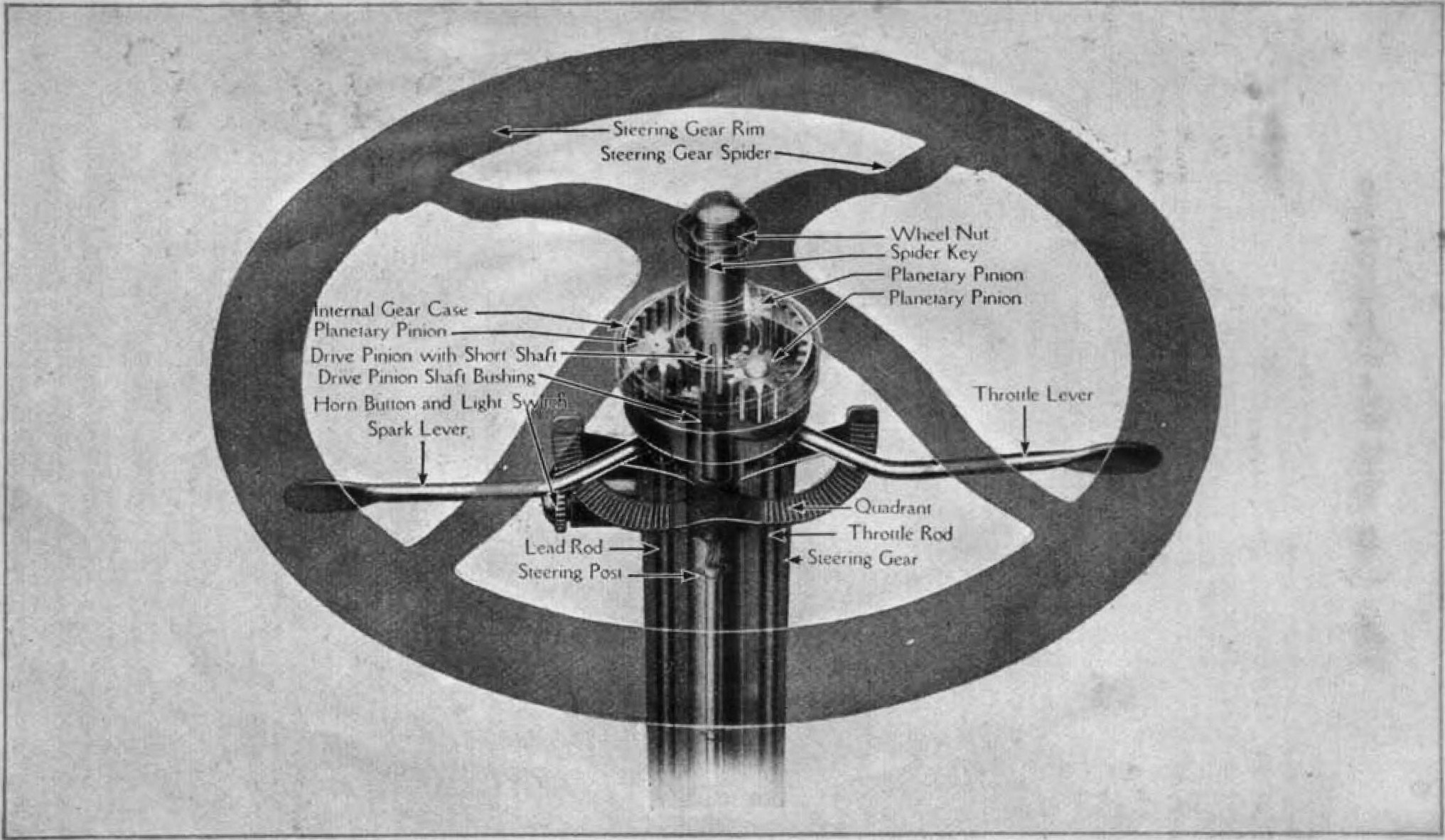
Рычажки управления дроссельной заслонкой и опережением зажигания

Органы управления Ford T были совершенно нестандартными даже для его времени — в некоторых штатах для его вождения даже требовались водительские права отдельного образца. Это было связано с принятым Фордом подходом к проектированию — конструкция автомобиля подгонялась не под привычки водителей, а под технологию производства, напротив, диктуя способ управления им. При этом, однако, управление Ford T было по-своему удобно и при определённом навыке не доставляло водителю дискомфорта, будучи в чём-то даже более простым, чем у привычно устроенных машин того времени.
Для управления «Фордом» модели «Т» использовались следующие органы управления:
- Расположенный посередине передней панели кузова ключ зажигания (ключ в электротехническом смысле, а не современный запираемый на ключ замок зажигания).
- Расположенные на полу кабины три ножные педали, слева направо: педаль сцепления; педаль заднего хода; педаль тормоза.
- Расположенный у левой стенки кабины (на леворульных автомобилях) рычаг ручного тормоза;
- Расположенные на рулевой колонке ручные рычажки — управления дроссельной заслонкой («газ») справа и опережением зажигания слева.

Ключ зажигания имел три положения:
- Среднее: нейтральное положение (зажигание выключено);
- Крайне левое: запуск двигателя от аккумуляторной батареи;
- Крайне правое: зарядка аккумуляторной батареи от магнето.

Запуск двигателя изначально осуществлялся пусковой рукояткой, при ключе зажигания в левом положении — при прокручивании коленчатого вала рукояткой магнето часто не выдавало достаточного для пуска напряжения, поэтому для пуска двигателя приходилось переключаться на батарею, которая, впрочем, до середины 1920-х годов не входила в перечень стандартного оборудования автомобиля. После 1919 года на большей части машин появился электрический стартёр, включавшийся при ключе зажигания в левом положении кнопкой, расположенной на полу под пяткой правой ноги водителя. После запуска двигателя и выхода его на устоявшиеся обороты ключ необходимо было переключить в положение зарядки батареи. Поздние выпуски Ford T имели специальный замок, запирающий ключ зажигания для предотвращения не санкционированного владельцем использования автомобиля.
Рычаг ручного тормоза участвовал также и в переключении передач, он имел три положения:
- Крайне заднее: стояночный тормоз включен (примерно соответствует режиму P современной автоматической коробки передач);
- Среднее: трансмиссия в диапазоне первой передачи и заднего хода (примерно соответствует одновременно режимам L и R современной автоматической коробки передач);
- Крайне переднее: трансмиссия в диапазоне первой и второй передач (примерно соответствует режиму D современной автоматической коробки передач).

Педаль сцепления управляла включением и выключением передач, она также имела три положения:
- Полностью нажата: первая передача;
- Частично нажата: нейтраль (её необходимо было «поймать» по ощущению, примерно посередине хода педали);
- Полностью отпущена: вторая передача (при соответствующем положении рычага ручного тормоза).

Таким образом, для того, чтобы тронуться с места при заведённом двигателе, необходимо было либо перевести рычаг ручного тормоза в среднее положение и полностью выжать педаль сцепления, либо, удерживая педаль нажатой наполовину, перевести рычаг ручного тормоза в крайне переднее положение, а затем — выжать педаль полностью. Первый способ был удобен при парковке и маневрировании в ограниченном пространстве, когда имелась необходимость изменять направление движения автомобиля; второй — при обычной езде по дороге, когда требовалось переходить с первой передачи на вторую в зависимости от скорости движения.
Для того, чтобы в движении переключиться на вторую передачу, необходимо было добавить газа и, при рычаге ручного тормоза в крайне переднем положении, полностью отпустить педаль сцепления. Если при движении на второй передаче возникала необходимость замедлиться, водитель мог, сбавив газ, полностью выжать педаль сцепления, переключившись на первую передачу для использования торможения двигателем, или наполовину, включив нейтраль, после чего автомобиль продолжал катиться по инерции.
Педаль ножного тормоза функционировала обычным образом, одновременно затормаживая задние колёса (передние тормозов не имели) и выходной вал коробки передач. Задний ход включался при рычаге ручного тормоза в среднем положении и выжатой средней педали.
Управление оборотами двигателя осуществлялось правой рукой, на манер самолётной ручки управления двигателем, с фиксацией рычажка в промежуточных положениях за счёт зубцов на специальном секторе. Так как автомобиль не был оснащён автоматическим регулятором опережения зажигания, водителю приходилось выполнять его работу вручную, сообразуясь с оборотами и характером работы двигателя: на холостом ходу левый рычажок находился в верхнем положении, а по мере набора оборотов водитель должен был опускать его вниз, увеличивая опережение зажигания и тем самым обеспечивая бесперебойную работу мотора.

### Двигатель

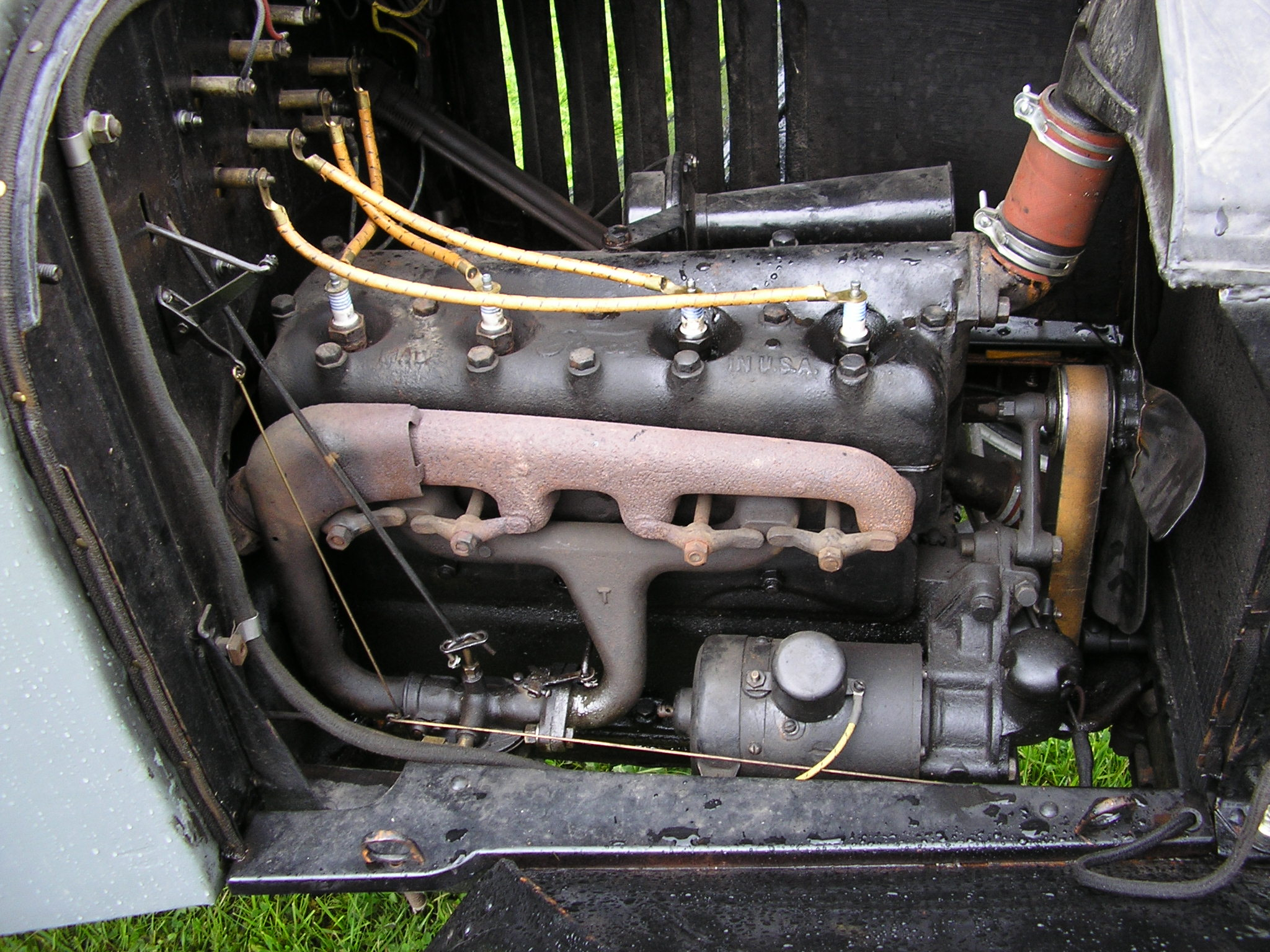
Двигатель Ford T рабочим объёмом 2,9 литра

Двигатель Ford T — четырёхцилиндровый, рабочим объёмом 2893 см³ (177 кубических дюймов). Мощность 20 л. с. (15 кВт), максимальная развиваемая скорость автомобиля 64-72 км/час (40-45 миль в час). Блок цилиндров представлял собой цельную отливку из чугуна, головка блока — съёмная. Клапанный механизм — с нижним расположением клапанов. Регулировка клапанного зазора штатно не предусматривалась (в случае серьёзного нарушения работы иногда подпиливали или меняли толкатели).
Система охлаждения — жидкостная термосифонная, без водяного насоса, работала за счёт перепада температур. Смазка всех узлов осуществлялась разбрызгиванием, масляный насос отсутствовал — масло забиралось прямо из картера черпачками на шатунах и разбрызгивалось на подшипники коленчатого и распределительного валов, а к шестерням привода распредвала подавалось под воздействием силы тяжести через трубку, идущую от маховика, также снабжённого черпачками, которые поднимали масло из картера и разбрызгивали его на шестерни коробки передач (двигатель и коробка имели общий масляный картер). Карбюратор — однокамерный, с восходящим потоком. Зажигание — электрическое, от аккумулятора (при пуске двигателя) или магнето.

### Трансмиссия

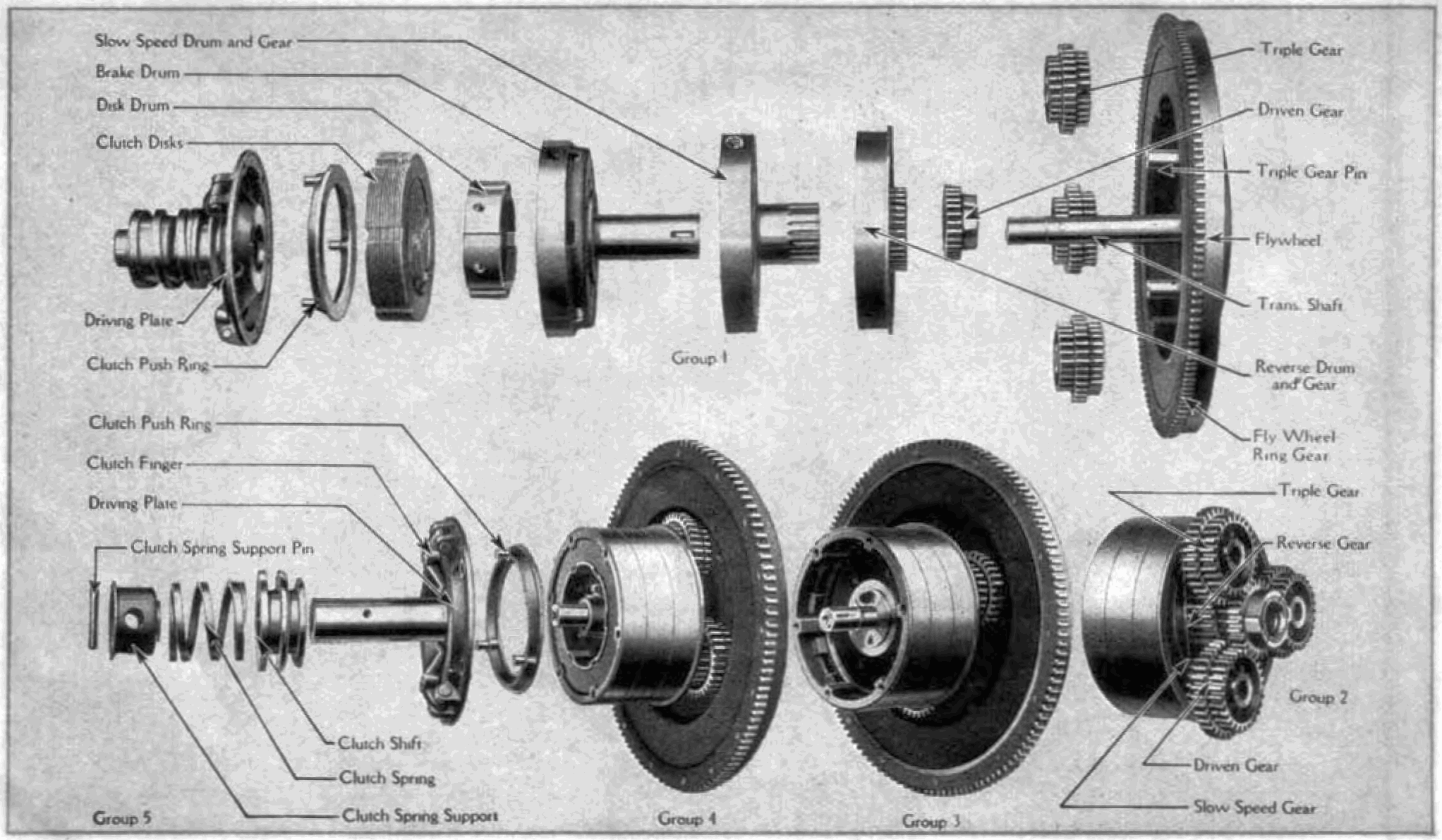
Детали планетарной коробки передач Ford T

В коробке передач Ford T был применён планетарный механизм с управлением при помощи блокирующих отдельные его элементы ленточных тормозов — принцип, используемый в современных автоматических коробках передач. Переключение между первой и второй передачами, а также передачей заднего хода, осуществлялось водителем при помощи рычага ручного тормоза и двух ножных педалей. Шестерни и валы были выполнены из очень износостойкой стали, легированной ванадием, как и многие другие ответственные детали автомобиля. Сцепление — многодисковое, мокрого типа (пакет стальных дисков в масляной ванне), располагалось на выходном вале коробки передач и использовалось только для её разобщения с задним мостом (у планетарной коробки передач не было настоящей «нейтрали», так что в ином случае автомобиль всегда ехал бы при заведённом двигателе и отпущенном тормозе, как современная машина с автоматической коробкой передач, а при попытке затормозить до полной остановки — двигатель бы просто заглох).
Карданная передача — закрытого типа, с одним карданным шарниром и валом, заключённым внутрь упорной трубы (англ. torque tube), упирающейся в бронзовый шар на коробке передач и передающей на неё толкающее усилие от заднего моста.

### Рама и кузов
Рама Ford T имела очень простую конструкцию и, по сути, представляла собой два идущих вдоль всего автомобиля швеллера, концы которых соединялись выгнутыми вниз штампованными поперечинами, выполнявшими также функцию креплений поперечных рессор подвески. Кузов устанавливался непосредственно поверх рамы и имел деревянный каркас с обшивкой из листового металла.
В течение долгого времени в период выпуска автомобиля кузов неоднократно подвергался изменениям, в соответствии с которыми можно выделить наиболее значительные периоды:
- 1909—1914: капот в форме пятигранной призмы с плоским верхом, плоский щит моторного отсека без плавного перехода к капоту.
- 1915—1916: жалюзи на боковинах капота, выпуклый щит моторного отсека; причём форма последнего не совпадала с формой старого капота, из-за чего между ними образовывалась ступенька.
- 1917—1923: капот со скруглённым верхом, плавно переходящий в щит моторного отсека — наиболее характерный вариант Ford T, на который пришлась примерно половина выпуска модели;
- 1923—1925: капот более современной формы, более высокий и широкий, расширяющийся в задней части — при сохранении закруглённого перехода к кузову.
- 1926—1927: так называемый «высокий» капот, переходящий в кузов без закругления, как у будущего Ford Model A.

### Ходовая часть

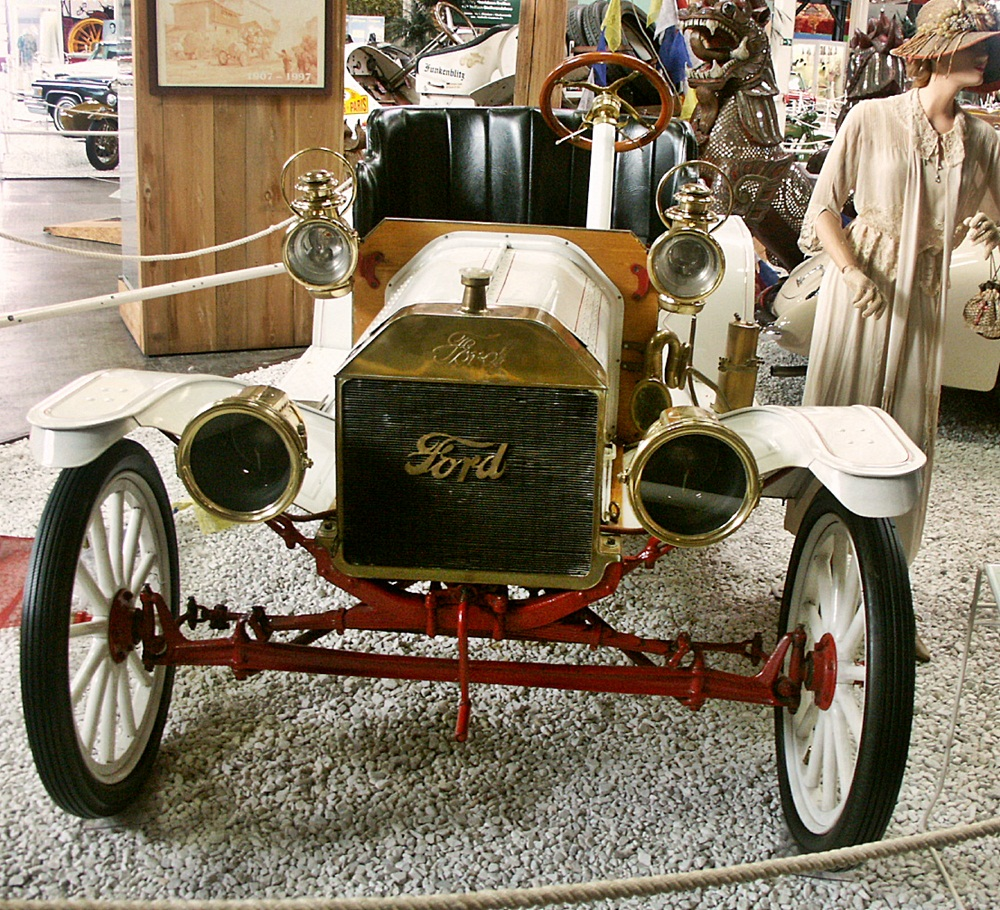
Подвески Ford T: передняя…

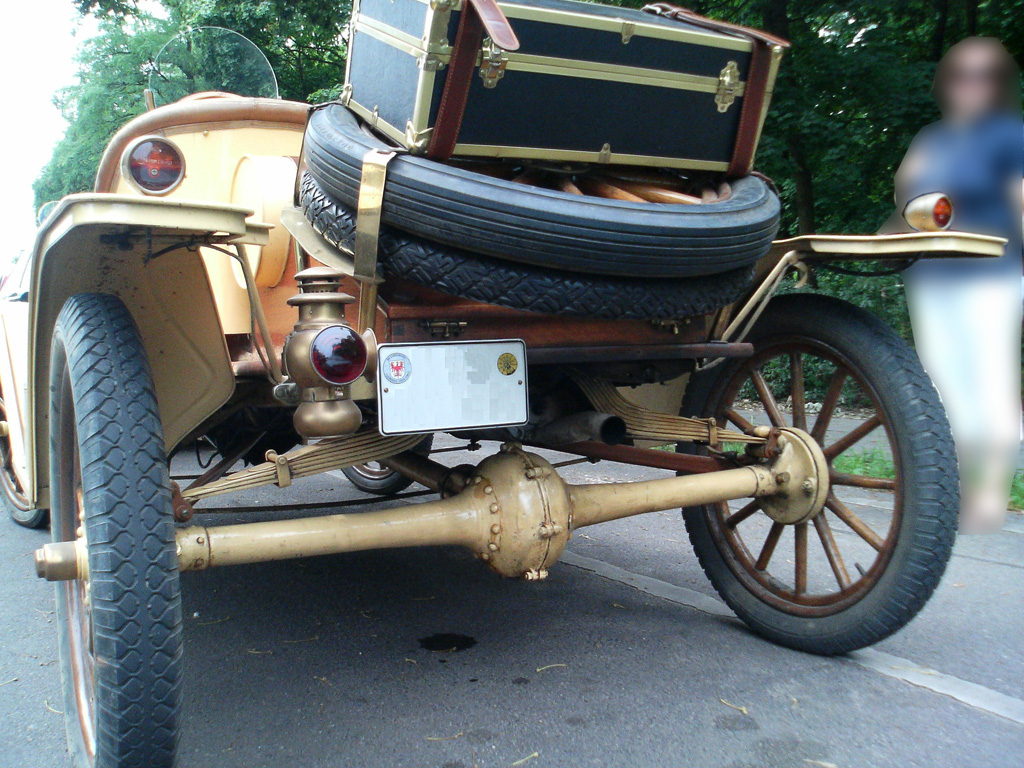
…и задняя

К поперечинам рамы крепились поперечные рессоры передней и задней зависимых подвесок: полуэллиптическая спереди, в виде растянутой в ширину прописной буквы «Л» — сзади, для обеспечения свободного прохода редуктора заднего моста. Для предотвращения смещения мостов в продольном направлении под воздействием возникающих во время движения автомобиля сил использовались прикреплённые к мостам и упирающиеся в картер трансмиссии V-образные продольные реактивные штанги, а также выполняющая функции реактивной штанги наружная труба закрытой карданной передачи.
Рулевое управление — со встроенным в рулевую колонку планетарным редуктором. Рабочие тормоза — барабанные, только на задних колёсах, с механическим приводом. Колёса — изначально с деревянными спицами, впоследствии — с металлическими, неразборной и нерегулируемой конструкции. К ступицам они крепились неразборным соединением, для замены шины её нужно было демонтировать прямо с находящегося на автомобиле колеса. На поздних моделях появились съёмные обода колёс.

## Интересные факты
- Ford T набрал 742 очка в конкурсе «Автомобиль века» и занял первое место, а также входит в десятку автомобилей, изменивших мир, по версии журнала Forbes, как первый серийный, доступный среднему классу автомобиль в мире[7].
- Форд модели Т был первым автомобилем в Монголии. Он был подарен правителю страны, «Живому Будде» Богдо-гэгэну VIII шведским миссионером Францем Ларсоном, который пишет:

…Когда я достал ему первую автомашину, когда-либо виданную в Урге, — Форд, — он подсоединил электропроводку к кузову машины, и созвал высших лам и знать на чай. После чая он продемонстрировал им машину, и предложил гостям пощупать полировку её крыльев. Первый коснувшийся машины отшатнулся, словно бы обжёгшись. Остальные рассмеялись над его робостью. Затем протянул руку второй храбрец — и отдёрнул её назад. Ещё больше хохота, подначиваемого Буддой. Ему доставило величайшее удовольствие это чаепитие, на котором его друзья получили такое потрясение, так что никто не изъявил желание составить ему компанию в поездке на этой машине — все они были изумлены его способностью сидеть в ней и с удобствами разъезжать окрест дворца.
- Русскоязычная версия названия Tin Lizzie — «Жестянка Лиззи» — является плодом не вполне корректного перевода; более корректный перевод — «Жестяная Лиззи», где «Лиззи» — распространённая в США лошадиная кличка. Таким образом, на самом деле это название не имело пренебрежительного оттенка, а скорее подчёркивало тот факт, что Ford T пришел на смену живой лошади в качестве транспорта американского фермера[9].
- Простота, надёжность и высокая проходимость автомобиля при такой цене привлекли внимание военных. В результате, его можно было часто встретить на фронтах Первой мировой. Значительную партию закупило и русское военное ведомство. Какая-то часть из этой партии досталась Красной армии. Утверждают, что именно этой моделью пользовался Василий Иванович Чапаев. Также известно, что водителем «Форда» модели «Т», переделанного под фургон санитарных войск, служил другой знаменитый участник Первой мировой — писатель Эрнест Хэмингуэй[10].
- Известный «автомобильный критик», лауреат Пулитцеровской премии 2004 года, Дэн Нейл[англ.], составляя список «50 худших автомобилей всех времён», внёс в него и «Форд» модели «Т» — под № 2, назвав «дешёвой рухлядью» и «„Юго“ своего времени»[11]. «Машина была просто неубиваемая. При этом ни слова не говорится о полном отсутствии комфорта, убогом дизайне и неудобной системе управления», — говорится в другом источнике по тому же поводу[9].
- С 1949 года один житель Канады ездит на Ford T 1927 года выпуска. Это единственный известный случай, когда на протяжении 70 лет автовладелец ездил на одном и том же автомобиле, причём продолжает это делать по сей день[12].
- В сатирической утопии «О дивный новый мир» О. Хаксли, где описано доведённое до гротеска общество массового потребления, имя Форда стало синонимом Бога, а вместо креста верующие осеняли себя буквой Т.